# 레오폴 3세
레오폴 3세(프랑스어: Leopold III, 1901년 11월 3일 ~ 1983년 9월 25일)는 벨기에의 국왕(1934 ~ 1951)이며, 제2차 세계대전 동안에 벨기에군의 최고 사령관으로 활약하였다. 그의 동생들로는 벨기에 왕자 샤를과 벨기에의 마리조제가 있다.

## 생애
알베르 1세와 바이에른의 엘리자베트 사이에서 태어나 제1차 세계대전에 졸병으로 참전하였다. 1926년 11월 10일 스웨덴의 아스트리드와 결혼하여 슬하 2남 1녀를 두었다. 아스트리드는 1935년에 사망했다. 
1934년 2월 17일 부왕의 사망과 함께 왕위에 올랐다. 순조로운 독립적인 외교 정책을 세웠으나, 중립적이 아닌 적으로 로카르노 조약으로부터 벨기에를 자퇴시켰다. 영국과 프랑스의 도움으로 침략에 저항을 결심시키고, 안트베르펜부터 나뮈르까지 방어선 요새를 세우는 후원을 하였다.
제2차 세계대전이 일어나자, 레오폴은 벨기에군의 최고 사령관을 지내면서 18일 후 독일군이 침입했던 1940년 5월 28일에 자신의 군대에 항복 명령을 내렸다. 벨기에 정부는 망명하여 런던 정부에 가입하는 대신 그의 항복을 거절하였고, 그의 왕위 승계에 분쟁을 위한 창설을 놓았다.
그는 브뤼셀 근처에서 독일군의 포로로 잡혔으며, 전쟁이 끝날 때까지 오스트리아에서 감금되어 있었다. 1942년 그가 아돌프 히틀러에게 보낸 편지는 대략 500,000명의 벨기에 여성들과 어린이들을 국외 추방으로부터 독일의 군수 공장들로 구하는 명예를 얻었다.
1941년 메리 릴리앙 바엘과 재혼하여 슬하 1남 2녀를 두었다.
그의 형 샤를이 1944년 섭정에 임명된 후에 레오폴은 1945년부터 5년동안 스위스에 머물렀다. 1950년 3월 12일에 실시된 국민 투표에서 58% 가까이 왕의 귀국을 찬성하였다. 자유당, 사회당, 왈롱당은 그위 왕위를 거절하여, 레오폴 3세는 1951년에 왕좌에서 물러나 그의 장남 보두앵 1세가 그의 뒤를 이어 국왕이 된다.
1983년 9월 25일 81세의 나이로 브뤼셀에서 사망하였다.
| 전임 알베르 1세 | 벨기에 국왕 1934년 2월 23일~1951년 7월 16일 | 후임 보두앵 1세 |